# Dinoflagellata (classification phylogénétique)
Cette page a pour objet de présenter un arbre phylogénétique des Dinoflagellata lato sensu (Dinozoa, Dinozoaires, Dinoflagellés), c'est-à-dire un cladogramme mettant en lumière les relations de parenté existant entre leurs différents groupes (ou taxa), telles que les dernières analyses reconnues les proposent. Ce n'est qu'une possibilité, et les principaux débats qui subsistent au sein de la communauté scientifique sont brièvement présentés ci-dessous, avant la bibliographie.

## Arbre phylogénétique
Le cladogramme présenté ici ne possède qu'une valeur indicative. Il n'est pas forcément consensuel, et on peut toujours se référer à la bibliographie au bas de l'article.
Le symbole ▲ renvoie à la partie immédiatement supérieure de l'arbre phylogénétique du vivant. Le signe ► renvoie à la classification phylogénétique du groupe considéré. Tout nœud de l'arbre portant plus de deux branches montre une indétermination de la phylogénie interne du groupe considéré.
Les habitudes typographiques des botanistes et des zoologistes sont différentes. Ici, par commodité de lecture, et certains groupes actuels relevant des deux domaines traditionnels, les noms de taxons supérieurs au genre sont tous écrits en caractères droits, les noms de genres ou d'espèces en italiques.
À la suite d'un taxon, sa période d'apparition, quand elle est connue, peut être indiquée suivant la légende suivante :
(Plé) : Pléistocène ; (Pli) : Pliocène ; (Mio) : Miocène ; (Oli) : Oligocène ; (Éoc) : Éocène ; (Pal) : Paléocène ; (Cré) : Crétacé ; (Jur) : Jurassique ; (Tri) : Trias ; (Per) : Permien ; (Car) : Carbonifère ; (Dév) : Dévonien ; (Sil) : Silurien ; (Ord) : Ordovicien ; (Camb) : Cambrien ; (Edi) : Édiacarien. Pour plus de précision si possible, (-) : inférieur ; (~) : moyen ; (+) : supérieur.

- ▲
  - Dinozoa ou Dinoflagellata s.l.
    - Perkinsea
    - Ellobiopsidae
    - Dinoflagellata s.s.
      - Oxyrrhinaceae
      - ...
        - Syndiniophyceae
        - Dinokaryota
          - Gymnodiniphycidae
            - ? Noctilucales

          - ...
            - ...
              - Prorocentrales
              - Dinophysiphycidae

            - Gonyaulacales
            - Peridiniales

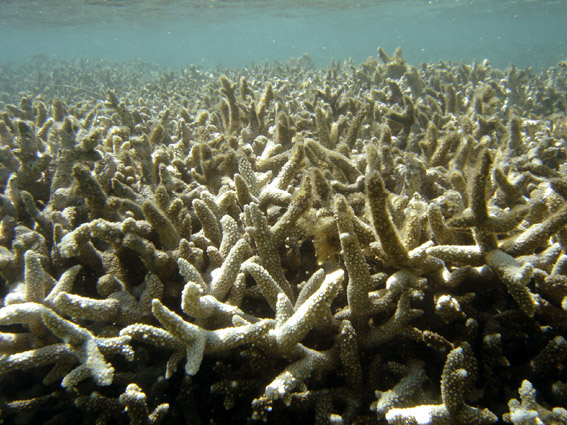
Les récifs coralliens de la planète (ici un récif d'Acropora sp. à l'île de La Réunion) survivent grâce à leur symbiose avec des dinoflagellées Zooxanthellales qui leur fournit l'énergie issue de la photosynthèse.
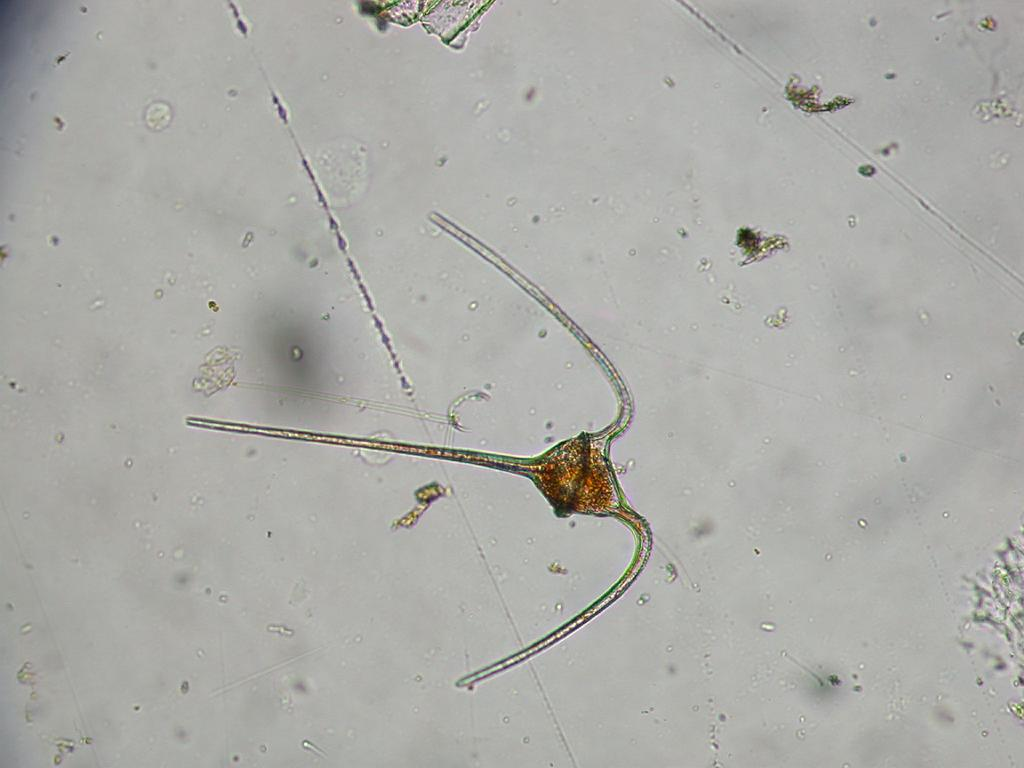
Ceratium sp. (Dinophyceae, Peridiniales, Ceratiaceae)

## Débat scientifique relatif à la phylogénie desDinoflagellata

### Classification proposée par Adlet al.2005
Ce comité a proposé une nouvelle classification, remplaçant celle des anciens Protistes et tenant compte des phylogénies moléculaires récentes. Elle regroupe les Eucaryotes en six groupes réputés monophylétiques. Voici ce qui concerne les Dinoflagellata.

## En savoir plus
: document utilisé comme source pour la rédaction de cet article.

### Sources bibliographiques de référence
- Huan Zhang, Debashish Bhattacharya et Senjie Lin (2005) « Phylogeny of Dinoflagellates Based on Mitochondrial Cytochrome b and Nuclear Small Subunit rDNA Sequence Comparisons », J. Phycol. 41, pp. 411-420
- Sina M. Adl et alii (2005) « The New Higher Level Classification of Eukaryotes », J. Eukaryot. Microbiol., 52 (5), p. 399–451
- Jeremiah D. Hackett, Donald M. Anderson, Deana L. Erdner et Debashish Bhattacharya (2004) « Dinoflagellates: a remarkable evolutionary experiment », American Journal of Botany, 91 (10), pp. 1523–1534